# Седеф
Седеф (турски/арапски: ṣadaf) је унутрашњи слој љуштуре неких мекушаца: шкољки, пужева и неких главоножаца (Nautilus и Spirula). Због седефа су најтраженије врсте шкољки из родова Meleagrina, Pinna, Malleus, Margaritana.

## Стварање и грађа седефа
Код мекушаца љуштуру лучи плашт, односно кожни набор који обавија утробну кесу и затвара плаштану дупљу. Љуштура потпуно или делимично препокрива тело. Слојеви љуштуре луче се у различитим деловима плашта, а постепени раст одвија само на ободном делу љуштуре. На пресеку љуштуре уочавају се три слоја: спољашњи, танки слој (periostracum), изграђен од органске материје конхиолина; испод њега је дебљи, призматични слој, изграђен претежно од калцијум карбоната; трећи, унутрашњи слој је седефасти слој или седеф. Седеф је грађен од више паралелно сложених, благо валовитих листића, састављених од наизменичних слојева органске и неорганске материје.
Када унутар љуштуре доспе страно тело које озлеђује меко ткиво мекушца (зрно пијеска, паразит и сл.) око њега се, ради заштите, ствара слој седефа. Вишегодишњим излучивањем седефа на месту озљеде настаје патолошка зрнаста творевина, код бисерних шкољки позната као бисер. Бисери су претежно састављени од танких, концентричних слојева седефа. Зато се седеф другачије зове и мајка бисера (енглески: mother-of-pearl).

## Одлике седефа
Седеф је композитни материјал направљен од неорганских слојева калцијум карбоната раздвојених органским полимерима као што је хитина. Ова структура чини га отпорним на оштећења. Такође чини и да површина седефа буде таласаста, што доводи до интерференције (преламања) светлости на њеним неравнинама у преливима у дугиних боја, дајући јој препознатљиви и јединствени седефасти сјај.

## Употреба
Седеф се употребљава за израду накита дугмади, као и за интарзије. У прошлости, посебно у 18. веку, од њега су се израђивали украси на намештају, кутијама и другим предметима.
Седеф је скуп материјал, па је било много покушаја производње вештачког седефа који имитира особине природног, али су сви покушаји били више-мање неуспешни. Тек недавно су британски научници успели да створе седеф базиран на калцијум карбонату, у процесу стварања наизменичних неорганских и органских слојева сличном оном који се одвија у природи. На тај начин је отворен пут за стварање чврстих премаза направљених од јефтиних материјала. Верује се да ће материјали базирани на природном седефу у будућности бити од велике користи у производњи отпорнијег стакла, керамике и сличних кртих материјала.